# تشارلز سوير
تشارلز سوير (بالإنجليزية: Charles W. Sawyer)‏ ـ (10 فبراير 1887 ـ 7 أبريل 1979) هو وزير التجارة الأمريكي في إدارة الرئيس هاري ترومان، في الفترة من 6 مايو 1948 إلى 20 يناير 1953.
تخرج سوير في كلية الحقوق بجامعة سينسيناتي سنة 1911، وعمل بالمحاماة قبل أن يتجه إلى السياسة من خلال الحزب الديمقراطي.
عمر سوير 92 عامًا، وتوفي في بالم بيتش بولاية فلوريدا في 7 أبريل 1979، ودُفن في مقبرة سبرينغ غروف في مسقط رأسه بمدينة سينسيناتي.

## معرض صور

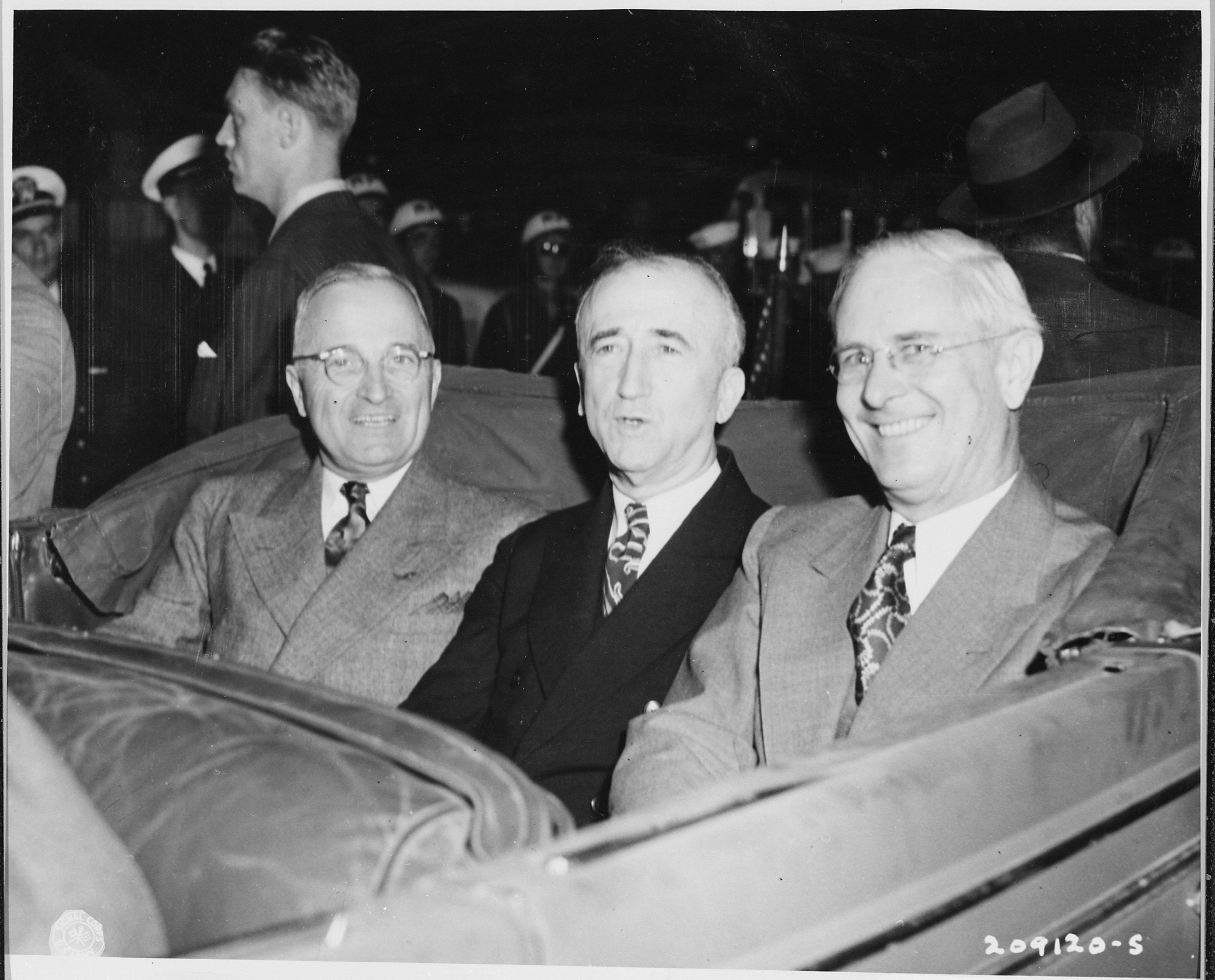
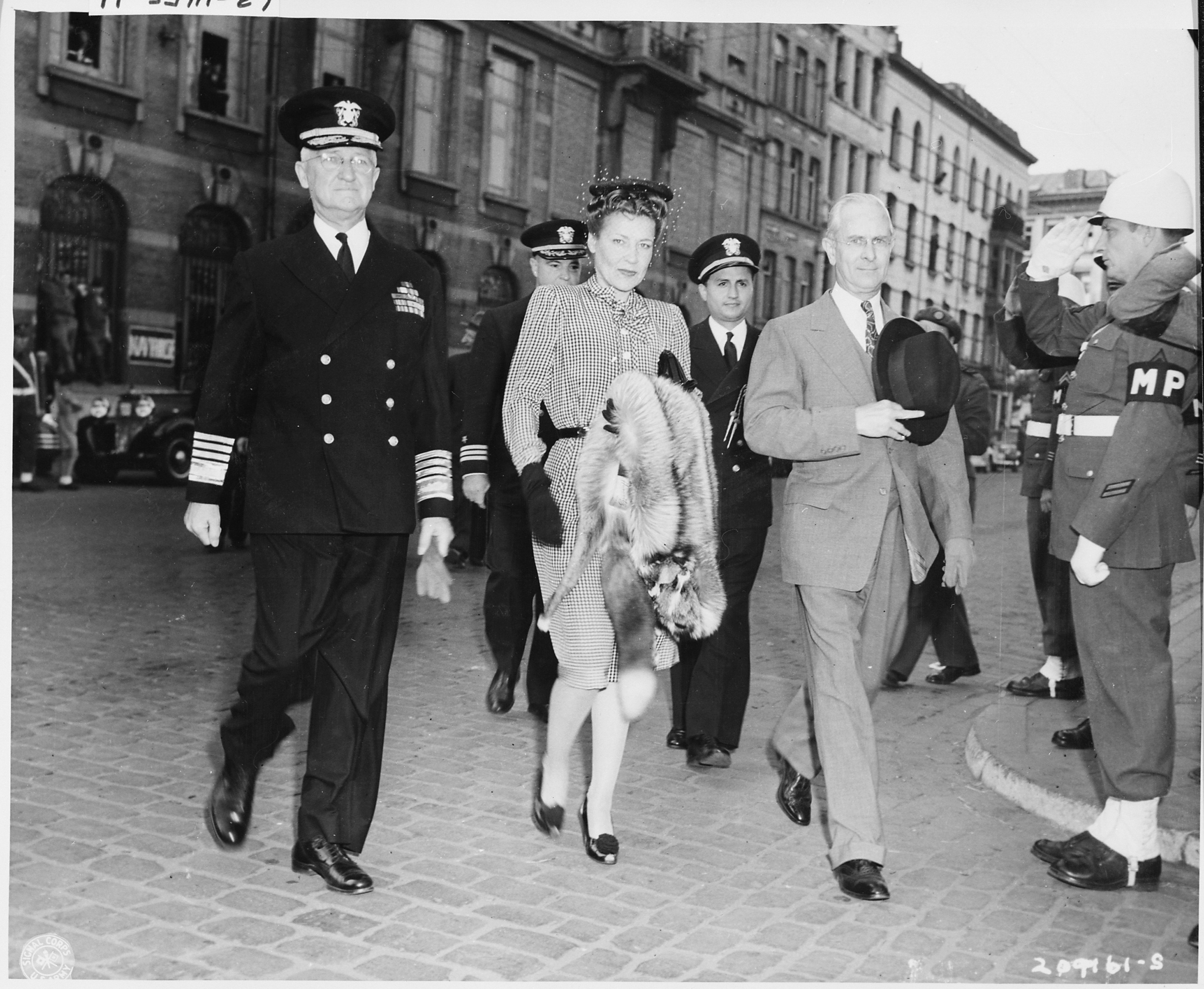
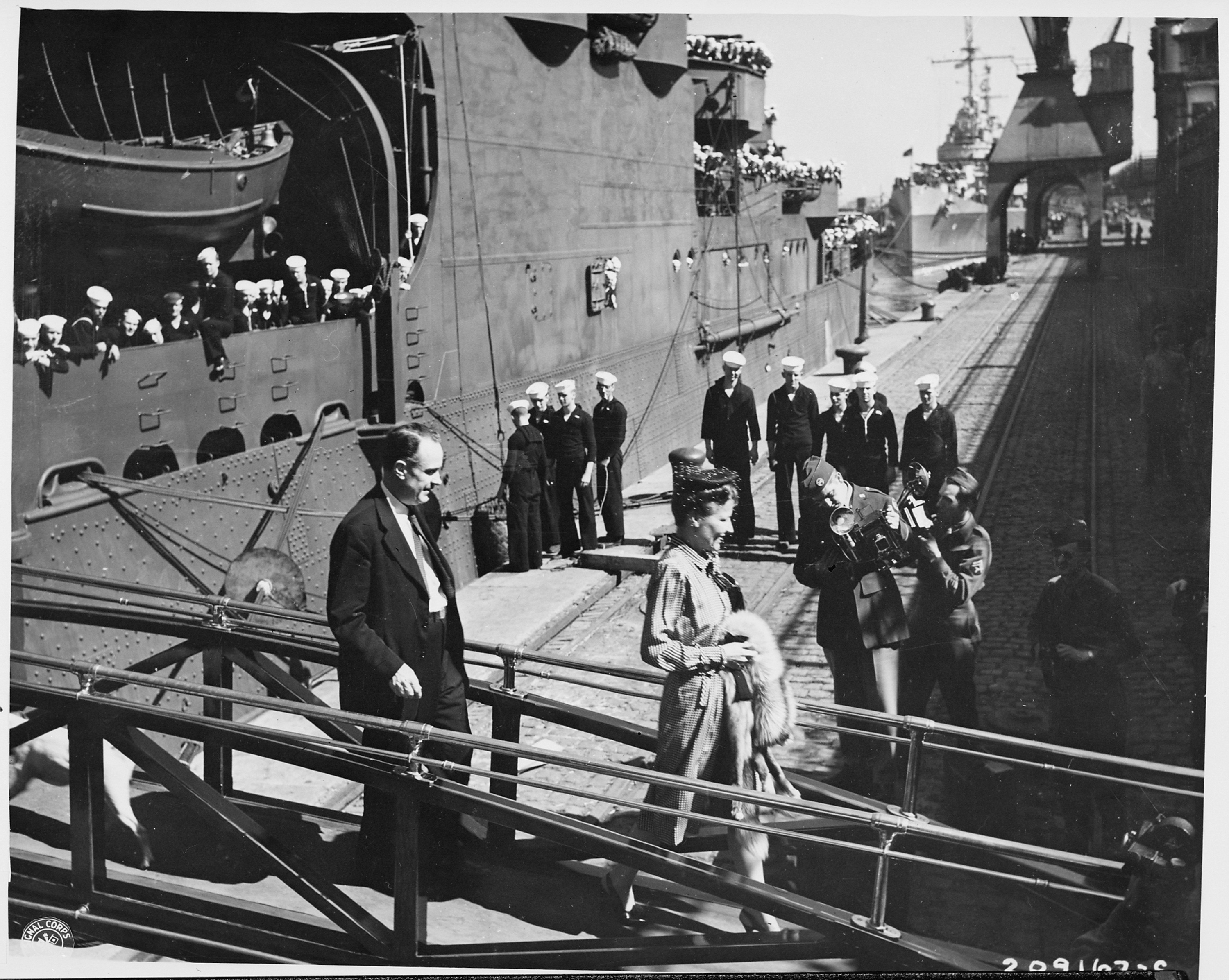